# Pitta angolensis
Pitta angolensis е вид птица от семейство Pittidae. Видът е незастрашен от изчезване.

## Разпространение
Разпространен е в Ангола, Бурунди, Камерун, Централноафриканска република, Демократична република Конго, Република Конго, Кот д'Ивоар, Габон, Гана, Гвинея, Кения, Либерия, Малави, Мозамбик, Нигерия, Руанда, Сиера Леоне, Танзания, Того, Уганда, Замбия и Зимбабве.